# Mohnish Pabrai
Mohnish Pabrai é um empresário, investidor e filántropo índio-estadounidense. Nasceu em Bombay (hoje Mumbai), Índia, o 12 de junho de 1964. É fundador e sócio-gerente da Pabrai Investment Funds, uma firma de investimentos focada em valor, que administra mais de um bilhão de dólares em ativos.

## Carreira
Pabrai trabalhou na Tellabs entre 1986 e 1991, primeiro no seu grupo de redes de dados de alta velocidade e, em 1989, uniu-se à sua subsidiária internacional, trabalhando com marketing e vendas internacionais.
Em 1991, fundou a empresa de consultoria de TI e integração de sistemas TransTech, Inc., utilizando ao redor de 30.000 USD de sua conta 401(k) e 70.000 USD em dívida de cartão de crédito. No ano 2000, vendeu a companhia a Kurt Salmon Associates por 20 milhões de dólares. Actualmente, é sócio gerente de Pabrai Investment Funds, uma família de fundos de cobertura inspirados nas Buffett Partnerships, que fundou em 1999.

## Livros
Pabrai tem um grande respeito por Warren Buffett e tem dito que seu estilo de investimento é um "clon" do de Buffett e outros investidores de valor. Tem escrito um livro sobre seu estilo de investimento: O investidor Dhandho: o método de valor de baixo risco para altos rendimentos.  Em junho de 2007, foi notícia ao oferecer 650.100 dólares junto com Guy Spier por um almoço benéfico com Buffett.
Outro livro de Pabrai, Mosaic: Perspectives on Investing, apresenta um resumo do método de investimento de Warren Buffett com base em vários princípios essenciais. Esses princípios são desenvolvidos em uma série de artigos que Pabrai escreveu entre 2001 e 2003 para diferentes boletins e sites, e que o livro organiza em ordem cronológica inversa.
O enfoque de Pabrai sobre a vida é amplamente explorado no livro de Guy Spier, The Education of a Value Investor, especialmente em um capítulo intitulado "Doing Business the Buffett-Pabrai Way" (Fazer negócios ao estilo Buffett-Pabrai).

## Fundação Dakshana
Em 2005, Pabrai e sua então esposa, Farinha Kapoor, iniciaram a Fundação Dakshana (uma oferenda ou presente, geralmente a um gurú ou sacerdote) com o objectivo de reciclar a maior parte de sua riqueza para a sociedade.  Seu ponto de partida é devolver aproximadamente o 2%, ou um milhão de dólares estadounidenses, a cada ano.  O objectivo principal foi mitigar a pobreza na Índia. A estratégia eleita consistiu em proporcionar serviços de tutoría a alguns dos membros mais desfavorecidos da sociedade índia, lhes permitindo aceder a instituições de educação superior de elite.  Pabrai atribui a Anand Kumar, o fundador da Escola de Matemáticas Ramanujan  (também conhecida como Super 30), a origem da ideia.

## História familiar
O pai de Pabrai fundou, levou à quebra ou vendeu 15 empresas.  O avô de Pabrai foi o famoso mago Gogia Pasha.